# بم‌تار
بم‌تار یا تارباس،‌سازی است شبیه تار که معمولاً دستهٔ آن چند سانتی‌متر بلندتر و کاسه طنینی آن اندکی پرحجم‌تر از تار است. این ساز توسط علینقی وزیری برای استفاده در ارکستر ابداع شده‌است. کلنل وزیری چهار نوع صدا دهی برای تار ابداع کرده که از بین آن‌ها بم‌تار هنوز هم به کار می‌رود. این ساز سه رشته سیم دارد که قطر آن‌ها از سیم‌های متعارف تار بیشتر است. بم‌تار مانند تار با فواصل چهارم و پنجم کوک می‌شود. از تفاوت‌های عمده بم‌تار با تار صدای آن است که یک اکتاو بم‌تر از تار است. معمولاً پوست روی نقاره برداشته می‌شود و برای نوازندگی آن از مضراب‌هایی با جنس شاخ یا استخوان استفاده می‌شود.